# Passé recomposé
Pour un autre livre, voir Le Passé recomposé.
Pour l’article ayant un titre homophone, voir Passés recomposés.
Cet article possède des paronymes, voir Passé composé, Passé décomposé et Fantômette et le Passé recomposé.
Passé recomposé est le 4e album de la série de bande dessinée intitulée Jérôme K. Jérôme Bloche d’Alain Dodier, publié en 1986.

## Personnages principaux
Jérôme K Jérôme Bloche
Madame Zelda, voisine de Jérôme, qui exerce comme voyante extra lucide
Babette, petite amie de Jérôme 
Rudolph Bielka, plus connu sous le nom Rudi Valente, ex acteur star des années 1950 